# 접근성 툴킷
접근성 툴킷(Accessibility Toolkit, ATK)은 컴퓨팅에서 특히 그놈 ATK를 가리키는 용어이다.
개발자 툴킷의 하나인 그놈 ATK는 프로그래머들이 그들의 응용 프로그램 안에서 공통 GNOME 접근성 기능들을 사용할 수 있게 한다. 여기에는 시각 장애인들을 위한 고대비 시각 테마, StickyKeys 따위의 키보드 동작 수정자와 같은 기능들을 포함한다.

## 기능 구현
GAIL (GNOME Accessibility Implementation Library)은 GNOME ATK가 정의한 접근성 인터페이스를 구현한다.

## 참조
1. ↑  “Tags · GNOME / atk · GitLab”. 2021년 3월 23일에 확인함.
2. ↑  IT용어사전, 한국정보통신기술협회
3. ↑  
Kumar, Naveen. “Automatic Generation of Speech Interface for GUI Tools/Applications using Accessibility Framework” (PDF). 3쪽. 2010년 2월 17일에 확인함. The GTK implementation of these [ATK accessibility] interfaces are available in a module called GNOME Accessibility Implementation Library (GAIL).